# Donald Cameron Brown
Pour les articles homonymes, voir Donald Brown et Brown.
Donald Cameron Brown (22 février 1892–26 octobre 1963) est un homme politique canadien de la Colombie-Britannique. Il est député provincial de la Coalition dans la circonscription britanno-colombienne de Vancouver-Burrard de 1945 à 1952,.

## Biographie
Né à Winchester (maintenant North Dundas) en Ontario, Brown épouse Buda Hosmer Jenkins qui sera députée et ministre provinciale créditiste de Vancouver-Point-Grey de 1956 jusqu'à son décès en 1962.
Borwn meurt à Vancouver en octobre 1963 à l'âge de 71 ans.